# Тойотомі Хідейорі
Тойото́мі Хідейо́рі (яп. 豊臣秀頼, 29 серпня 1593 — 4 червня 1615) — самурайський полководець середньовічної Японії періоду Сенґоку. Син Тойотомі Хідейосі від наложниці Йодо, племінниці Оди Нобунаґи.

## Біографія
Традиційна історіографія називає Хідейорі сином Тойотомі Хідейосі. Однак багато сучасних істориків ставить батьківство останнього під сумнів. Хідейосі мав декілька десятків наложниць, проте жодна з них не завагітніла впродовж 30 років його кар'єри. Лише одна з них, пані Йодо, народила двох синів, коли йому вже перевалило за 50 років.
П'ятирічному Хідейорі Тойотомі Хідейоші привласнив звання канпаку (великого канцлера). Незадовго до смерті Хідейоші домігся, щоб найбільші та найвпливовіші даймьо (князі) Японії принесли присягу на вірність Хідейорі, зобов'язавшись підтримувати та оберігати його. У 1598 році Тойотомі Хідейосі не стало. Замість малолітнього володаря країною правила рада п'яти старійшин, яку очолював Токуґава Ієясу, та рада п'яти управителів, у якій головував Ішіда Міцунарі. Безпосередньо опікував Хідейорі щиро відданий родові Тойотомі Като Кійомаса, котрий, бачачи вивищення Токугава Іеясу, прагнув стати гарантом безпеки для Хідейорі — однак був, очевидно, отруєний. Сам Іеясу оцінював Хідейорі як людину тонкого розуму і вольову. Після битви при Секіґахара у 1600 році вся реальна влада в Японії була сконцентрована у руках Токуґави, який 3 роками поспіль отримав титул сьоґуна. Незважаючи на шлюб своєї праонучки Сен-хіме з Хідейорі, Ієясу продовжував розглядати рід Тойотомі як небезпеку своєму режиму.
У 1614 сьоґун розв'язав проти Хідейорі війну. Впродовж Осацьких кампаній 1614-1615 рід Тойотомі знищено. Головну цитадель Хідейорі — Осацький замок — було взято (значно мірою завдяки артилерії). Сам Хідейорі здійснив сеппуку. З його смертю видалася усуненою найбільша загроза владі роду Токуґава, який правив Японією понад 250 років.